# Liste der Flüsse in Französisch-Guayana
Dies ist eine Liste der Flüsse in Französisch-Guayana, gruppiert nach Einzugsgebiet. Die Nebenflüsse sind unter dem Namen des Hauptflusses eingerückt.
Alle Flüsse gehören zum Einzugsgebiet des Atlantischen Ozeans.
- Oyapock
  - Camopi
  - Yaloupi
- Approuague
  - Arataï
- Mahury (Oyack, Comté)
  - Orapu
- Rivière de Cayenne (Rivière des Cascades)
  - Tonnegrande
- Montsinéry
- Kourou
- Sinnamary
  - Koursibo
- Counamama
- Iracoubo
- Mana
  - Kokioko
  - Arouani
- Maroni
  - Lawa
    - Grand Abounami
    - Inini
    - Tampok
      - Waki (Ouaqui)

    - Litani
    - Malani (Marouini)
      - Wanapi